# Новые Воины (телесериал)
Новые Воины (англ. New Warriors) — отменённый американский супергеройский телесериал про персонажей одноимённого комикса. Телесериал должен был представлять собой комедийный проект, а шоураннером и сценаристом проекта официально стал Кевин Бигель («Клиника»). Предполагалась трансляции на телеканале Freeform, но в ноябре 2017 года канал отказался от показа сериала. Поиски другого канала для показа окончились неудачно. 1 сезон должен был состоять из 10 серий по 30 минут каждая. В сентябре 2019 года сериал был официально отменён.

## Сюжет
Шесть сверхсильных молодых людей со способностями, отличающимися от сил Мстителей, хотят оказать положительное влияние на мир, даже если они не совсем готовы стать героями.

## В ролях
- Милана Вайнтруб — Дорин Грин / Девушка-белка, настоящая фанатка, она обладает способностями белки, но её главная отличительная черта это оптимизм, а её лучший друг питомец — белочка Типпи-То. Лидер Новых Воинов[4][5][6].
- Дерек Телер — Крейг Холлис / Мистер Бессмертный[англ.], не может умереть, по крайней мере, он сам так говорит. В любом случае, способности Крейга звучат удивительно, но он совсем ими не пользуется, мол, зачем торопиться с героизмом, ведь у него в распоряжении ещё куча времени[5][6].
- Джереми Тарди[англ.] — Дуэйн Тейлор / Ночной Громила, блестящий и благородный и, возможно, немного самовлюблённый. Дуэйн — бесстыдный самопромоутер и предприниматель, который верит в справедливость.[5][6]
- Келам Уорти — Робби Болдуин / Спидбол, импульсивный льстец, который с неуверенностью бросается неуправляемыми кинетическими шарами[5][6].
- Мэттью Мой[англ.] — Зак Смит / Микроб, застенчивый ипохондрик, способность которого заключается в том, что он может говорить с микробами, которые говорят ему, где вы были, что ели и с кем вы гуляли. От него невозможно скрыть секреты[5][6][7].
- Кейт Камер[англ.] — Дэбора Филдс / Дэбри, гордая, смешная и сообразительная. Она слабый телекинетик, настолько слабый, что способна поднять лишь бумажный стаканчик[5][6].
- Кит Дэвид — Эрнест Вигман, муниципальный служащий, у которого есть проблемы с энергичными и оптимистичными Новыми Воинами.[8].

## Производство

### Развитие
К концу августа 2016 года Marvel Television и ABC Studios разрабатывали получасовую комедийную серию, основанную на Новых Воинах с участием Девушки-белки, серия которой предлагалась для кабельных сетей и потоковых сервисов. В апреле 2017 года Freeform разместила прямолинейный заказ для Новых Воинов от Marvel, отметив первый шаг Marvel на однокамерную живую комедию и свои первые полчаса. Кевин Бигель также близился к сделке, чтобы написать сценарий и стать шоураннером для сериала, который Marvel приложил к проекту, прежде чем Freeform заказала сериал Исполнительный вице-президент Marvel Television Джеф Лоеб и Джим Чори подписали контракт с исполнительным продюсером серии вместе с Бигелем.
Карей Берк (Karey Burke), исполнительный вице-президент по программированию и развитию Freeform, отметил, что сеть заинтересована в работе над серией Девушки-белки до того, как Marvel была готова двигаться вперед с чем угодно, и до того, как Freeform заказала свою другую серию Marvel «Плащ и Кинжал» от Marvel. Берк также почувствовал, что Freeform была лучшей сетью для новых воинов после того, как Marvel «начала видеть нашу силу с молодыми людьми, и вместе мы могли бы создать конвейер для контента, который был характерен для нашей аудитории, которая чувствовала себя моложе, чем-то, что они делают на других каналах… Для нас было важно найти правильных персонажей, которые чувствовали, что они будут говорить напрямую с аудиторией Freeform. Мстители здесь не сработают, но здесь будут существовать будущие Мстители». Бигель был подтвержден как шоураннер в июле 2017 года.
В ноябре 2017 года сериал больше не устанавливался в эфир на Freeform. Предполагалось, что пилот этой серии «испытал через крышу», а высокопоставленные руководители Disney проявили интерес к проекту. Marvel хотел, чтобы сериал вышел в эфир в 2018 году, но Freeform обнаружила, что у него нет места в своем графике для сериала, и согласился вернуть проект Marvel; студия будет продавать серию новым партнёрам, которые могут выпускать сериал в 2018 году, потенциально только глядя на компании, принадлежащие Disney и надеясь обеспечить двухсезонный трансфер из новой сети.

### Кастинг
Ожидалось, что кастинг начнется «вскоре» после того, как сериал был анонсирован в апреле 2017 года. Берк отметил, что для этой части были обсуждены актрисы Анна Кендрик и Шеннон Персер, которые публично выразили интерес к роли «Девушки-белки». Она добавила, что сеть исторически «сделала много звезд», но отметила, что персонаж поставил их в уникальное положение, сказав: "Персонаж — такая визитная карточка. Мне интересно посмотреть, правильно ли звучат актрисы названия ". В июле 2017 года Пурсер и Мэй Уитмен, которые также публично выразили заинтересованность в этой роли, были среди тех, кто серьёзно рассматривался для этой части, причем персонаж был написан у Уитмен в голове. Дискуссии Уитмена были прерваны из-за её обязательств перед телесериалом «Хорошие девушки». В начале июля был анонсирован телесериал с участием Миланы Вайнтруб в роли Дорин Грин / Девушки-белки и Дерека Телера в роли ведущего сериала Крейга Холлиса / Мистера Бессмертного. Также были объявлены Джереми Тарди в роли Дуэйна Тейлора / Ночного Громилы, Келам Уорти в роли Робби Болдуина / Спидбола, Мэтью Мой в роли Зака Смита / Микроба, и Кейт Комер в роли Дэбора Филдс / Дэбри.
В конце июля 2017 года Кит Дэвид был выбран на второстепенную роль Эрнеста Вигмана.

### Съёмки
Производство пилотного эпизода состоялось в ноябре 2017 года и планировалось возобновиться в январе 2018 года, но телесериал до сих пор не нашёл новый телеканал для вещания.

### Связь с Кинематографической вселенной Marvel
Обсуждая потенциальные связи с Плащом и Кинжалом в апреле 2017 года, Берк сказал, что эти два комических свойства «не особенно связаны», поскольку «их тоны настолько дико отличаются друг от друга», добавив следующее: «Существует много степеней разделения с тем, где они попадают в „Marvel“. Все может быть возможно с Marvel». В июле Лоеб сказал, что нет планов кроссовера и кроссовера по сетям с подобными тематическими Беглецами на Hulu. Он добавил, что Marvel хочет, чтобы сериал нашёл свою основу, прежде чем снова соединиться с другими элементами Кинематической Вселенной Marvel, сказав: «Вы увидите вещи, которые комментируют друг друга, мы пытаемся коснуться базы, где только можем … Это осознается и попытается найти способ, чтобы он мог обсуждать таким образом, который имеет смысл».
О том, будет ли сеть рассматривать серию спин-офф для каждого из персонажей команды Новых Воинов, аналогично серии Netflix от Marvel, Берк чувствовал, что они «абсолютно» могут дать персонажей, которых выбрал Marvel: «все действительно необычны и каждый может показать, что они включены. Они связаны друг с другом … до тех пор, пока мы выбираем это шоу, но оно концептуально адаптировано для использования». Когда телесериал больше не имеет возможности выходить на Freeform, он все ещё считается вероятным, будет производить множественные побочные эффекты в аналогичной модели для показа Netflix.